# Sàhara Espanyol
Sàhara Espanyol (actualment, Sàhara Occidental) fou el nom donat a la província espanyola formada el 12 de gener de 1958 amb l'antiga colònia de Río de Oro una vegada se'n va separar el territori de Cap Juby, estrictament part del Protectorat Espanyol al Marroc, país al qual va retornar el mateix 1958 pel Tractat d'Angra de Cintra que va tancar la Guerra d'Ifni.
La colònia de Río de Oro estava integrada des de 1946 dins l'Àfrica Occidental Espanyola, formada per aquest territori i per Ifni i extingida el mateix 1958. Río de Oro estava format al seu torn per dos "districtes" (sense vida administrativa separada), Saguia al-Hamra i Río de Oro propi; també per Cabo Juby, encara que, com s'ha indicat, tècnicament era part del protectorat espanyol sobre el Marroc (del 1920 al 1924 hi havia hagut també el districte de La Agüera, fusionat amb Río de Oro propi el 1924).
El 2 de març de 1956, Muhàmmad V del Marroc va aconseguir el reconeixement de la independència del seu país per part de França. El 7 d'abril, Espanya, malgrat de les protestes formulades per l'Exèrcit (entre altres pel general Rafael García Valiño, alt comissari) reconeix la independència marroquina. Finalitzaven d'aquesta forma els protectorats exercits per França i Espanya, respectivament, sobre el Marroc. El Sàhara Espanyol fou lliurat al Marroc i Mauritània el 27 de febrer de 1976, després de la marxa verda i un breu període transitori (6 de febrer a 27 de febrer) amb una administració amb representants dels tres països, Espanya, el Marroc i Mauritània, integrada per Rafael de Valdés Iglesias, Ahmed Bensouda i Abdellahi Ould Cheikh. La població, favorable a la independència, va fer costat al Front Polisario.

## Governadors provincials
- José Héctor Vázquez 12 de gener de 1958 a 22 de juliol de 1958
- Mariano Alonso Alonso 1958-1961
- Pedro Latorre Alcubierre 1961-1964
- Joaquín Agulla Jiménez Coronado 1964-1965
- Adolfo Artalejo Campos 5 a 26 de novembre de 1965
- Ángel Enríquez Larrondo 1965-1967
- José María Pérez de Lema Tejero 1967-1971
- Fernando de Santiago y Díaz de Mendívil 1971-1974
- Federico Gómez de Salazar y Nieto 1974-1976